# Øster Kippinge
Øster Kippinge er en landsby på Falster med 248 indbyggere  (2024). Øster Kippinge er beliggende i Kippinge Sogn, seks kilometer vest for Nørre Alslev og 16 kilometer sydvest for Vordingborg. Byen tilhører Guldborgsund Kommune og er beliggende i Region Sjælland.

## Natur og beliggenhed
Øster Kippinge er beliggende i bunden af Vålse Vig.
I 1841 iværksatte Vaalse Vig I/S inddæmningen af Vålse Vig, men først i 1875 lykkedes det at tørlægge området ved hjælp af en „vandløfter“, trukket af en hollandsk mølle. Det tørlagte areal (532 ha) er nu opdyrket, bortset fra arealerne umiddelbart syd for dæmningen. 1875 blev Vålse Bro anlagt på dæmningens yderside. Vålse Vig var i stenalderen et fjordsystem med små holme. Et kystmiljø, hvor selv små vandstandsændringer påvirkede jagt og fiskeri. Dette samspil mellem et stort antal bopladser fra jæger- og bondestenalder og deres placering i forhold til de skiftende kystlinier gør Vålse Vig til et område af særlig interesse for arkæologisk forskning.
I bunden af Vålse Vig lå landsbyen Kippinge, der kendes fra omkring 1250. Øster Kippinge optræder første gang i 1338 og Vester Kippinge i 1426. Kippinge Kirke ligger mellem de to byer. Ved en arkæologisk undersøgelse blev det påvist, at der på markerne syd for kirken har ligget en by i perioden ca. 1000 - 1300. Vikingelandsbyen Kippinge synes altså at være blevet opløst og delt omkring år 1300.

## Kippinge Kirke
Kippinge Kirke var i middelalderen en rig og berømt valfartskirke.[kilde mangler] Den fremtræder nu i blank mur, men har tidligere været kalket. Vest for kirken er rejst et rekonstrueret kildehus, hvor lokale amatørarkæologer i 1964 påviste kirkens helligkilde.

## Erhverv
Byen har to relativt store virksomheder, Limtræsfabrikken Flexwood og Øster Kippinge Stålindustri.

## Infrastruktur og transport
Øster Kippinge er beliggende ved hovedvejen Storstrømsvej mellem Guldborg og Vordingborg. Fra hovedvejen udgår de mindre sideveje Sølvgade mod syd og Kippingevej og Boulevarden mod Nord. Ved Boulevarden ligger et grønt område, hvor borgerforeningen har anlagt petanquebaner og en legeplads.
Der er adgang til offentlig transport via buslinje 734 mellem Orehoved, Nørre Alslev og Nykøbing Falster.